# Melissodes boltoniae
Melissodes boltoniae är en biart som beskrevs av Robertson 1905. Melissodes boltoniae ingår i släktet Melissodes och familjen långtungebin. Inga underarter finns listade i Catalogue of Life.